# Komei
Keizer Komei (孝明天皇, Kōmei-tenno, 22 juli 1831 - 30 januari 1867) was de 121ste keizer van Japan. Op zijn 15de werd hij tot keizer gekroond, nadat zijn vader, keizer Ninkō (仁孝天皇), stierf. Hij regeerde van 1846 tot 1867 en stond vooral bekend om zijn afkeer voor buitenlanders.

## Jeugd

### Familie
Keizer Kōmei, prins Hironomiya Osahito Shinnō 煕宮統仁親王 in zijn kindertijd, was de zoon van de concubine Naoko Ōgimachi. Hij was dus geen kind van de keizerin, hoewel zij hem officieel had erkend. Als 4de zoon van Ninkō zou Kōmei normaal gezien geen keizer zijn geworden, maar zijn oudere broers stierven reeds voor zijn geboorte.

### Onderricht
Kōmei groeide op in het Keizerlijk Paleis in Kyoto. Daar kreeg hij onderricht in muziek, kalligrafie en het lezen en voordragen van Chinese, confucianistische teksten. Naarmate hij ouder werd, leerde hij ook poëzie schrijven in het Klassiek Chinees. Ook werd er van de prins verwacht dat hij Japanse poëzie kon creëren in de klassieke versvorm, de tanka.

### Kroonprins
In 1840, toen Kōmei 9 jaar was, werd hij officieel tot kroonprins benoemd. Voor de ceremonie begon, had het keizerlijk paleis de opdracht gegeven aan zeven shintō heiligdommen en zeven boeddhistische tempels om te bidden voor het goede verloop van de plechtigheid, zodat die niet onderbroken werd door wind of regen. De ceremonie vond plaats in de Shishinden, de belangrijkste ruimte in het paleis voor vieringen en plechtige gebeurtenissen. Aan het einde van de ceremonie gaf keizer Ninkō het tsubogiri no goken aan de prins. Het tsubogiri no goken was het zwaard dat aangaf dat Kōmei de volgende was in de troonopvolging.

### Gembuku
Een van de belangrijkste gebeurtenissen in het leven van Kōmei was de gembuku, de rituele overgang van jongen naar man. De gembuku begon op 11 mei 1844 met het zwart maken van de tanden. De volgende twee dagen werden gebruikt om te oefenen voor de eigenlijke ceremonie. Dit gebeurde echter moeizaam, aangezien het sinds de gembuku van de vorige keizer geleden was dat men deze plechtigheid had uitgevoerd.
De dag van de ceremonie verliep als volgt: keizer Ninkō kwam de Shishinden binnen, gevolgd door een dienaar die de kroon droeg voor de prins. De gordijnen van de Shishinden werden geopend door de tonomoryō waarna Kōmei naar een platform werd geleid door zijn leraar. De kanselier, Takatsukasa Masamichi, kwam naast de prins staan. Op dit moment knielden alle edelen in de zaal neer en deden diegenen met een lagere rang hetzelfde buiten het gebouw. De minister van het midden, Konoe Tadahiro, plaatste de kroon op het hoofd van de prins en Koga Takemichi, de middelste raadsman, bond zijn haar vast. Konoe Tadahiro kwam terug naar voren, nam de kroon van het hoofd van de prins en verliet de ruimte, waarna Koga Takemichi het haar van de prins opnieuw bond. Eens dit gedaan was, trok de kroonprins zich terug in zijn eigen kamers en veranderde zijn kostuum. Hiermee was de plechtigheid voorbij.

## Komei's keizerschap

### Kōmei wordt keizer
Op 23 februari 1846 stierf Kōmei's vader, keizer Ninkō. Zijn dood zou echter pas op 13 maart bekendgemaakt worden. Een week later werd er een simpele ceremonie gehouden voor Kōmei, die nu officieel keizer was.

### Kujō Asako
Op 30 maart 1846 kreeg de hofdame Kujō Asako 英照皇太后 de titel nyōgo, een van de hoogste rangen die een hofdame kan krijgen. Ze werd zo de vrouw van Kōmei, maar geen keizerin. Ze werd pas officieel zijn vrouw op 10 januari 1848, maar zelfs toen kreeg ze slechts de titel junkō, wat zoveel betekent als 'rang na de keizerin'. Kujō Asako was de officiële moeder van de latere keizer Meiji en nadat hij op de troon terechtkwam, werd haar titel veranderd naar kōtaiko, ofwel 'weduwe van de vorige keizer'.

### Regeerperiode
De keizers die Kōmei voorafgingen hadden zeer weinig macht. De werkelijke macht lag bij het bakufu en de shōgun, die ervoor zorgden dat de keizer en het hof zich nauwelijks buiten de paleismuren begaven. Bijgevolg werden de keizerlijke familie en het hof bijna totaal uitgesloten van het politieke domein. Tijdens de periode dat Kōmei keizer was, zou hier echter langzaam aan verandering in komen. Deze periode luidde het begin van het einde in van het bakufu.

#### Buitenlandse politiek
In de loop van Kōmei's regeerperiode trachtten westerse koloniale machthebbers hun invloed in Japan uit te breiden. Ze zochten contact met Japan met de vraag (of de eis) om het land open te stellen en de isolatiepolitiek niet meer te hanteren. Dit was echter zeer tegen de zin van Kōmei.  Hij vroeg in 1846 aan het bakufu om versterking op zee en had daarna meerdere keren zijn ongenoegen geuit over de zwakke tegenstand die het bakufu bood tegen de buitenlanders. Hoewel Kōmei gedurende zijn volledige leven nooit een buitenlander zou ontmoeten, was zijn wantrouwen tegenover de vreemde machten enorm.

Op 8 juli 1853 voer de Amerikaanse gezagvoerder Matthew C. Perry met vier oorlogsschepen de haven van Uraga binnen, vlak bij Edo.

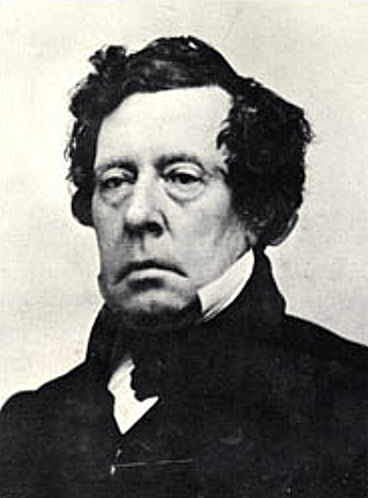
Matthew C. Perry

 Hij had een brief mee van president Fillmore, die op een formele manier Japan wou dwingen om zijn grenzen te openen. Perry bracht de brief tot bij de vertegenwoordigers van het bakufu en deelde hen mee dat hij een jaar later zou terugkomen en tegen dan een antwoord verwachtte. Toen deze brief het Japanse hof in augustus bereikte, stond dit in rep en roer.
Het Japanse hof was nog niet helemaal bekomen van de komst van Perry, toen men op 19 september bericht kreeg van het bakufu dat er een nieuwe vloot in de haven van Nagasaki was verschenen. De Russen, onder leiding van Poetjatin, kwamen ook met een voorstel voor een handelsakkoord met Japan, maar werden afgewezen.
De Amerikanen slaagden er echter wel in een handelsakkoord af te dwingen. Op 13 februari 1854 kwam Perry opnieuw aan in Japan en op 31 maart van datzelfde jaar werd de Conventie van Kanagawa gesloten. Om tot de goedkeuring van dit verdrag te komen, werd de keizer niet geconsulteerd, maar had het bakufu de steun nodig van de daimyō's. Omdat het bakufu de daimyō's had geraadpleegd, werd het voor de shōguns bijna onmogelijk om hun wensen in de toekomst nog te negeren.

Op 7 november 1854 voer de Rus Poetjatin Japan weer binnen, maar deze keer met een moderne oorlogsvloot.

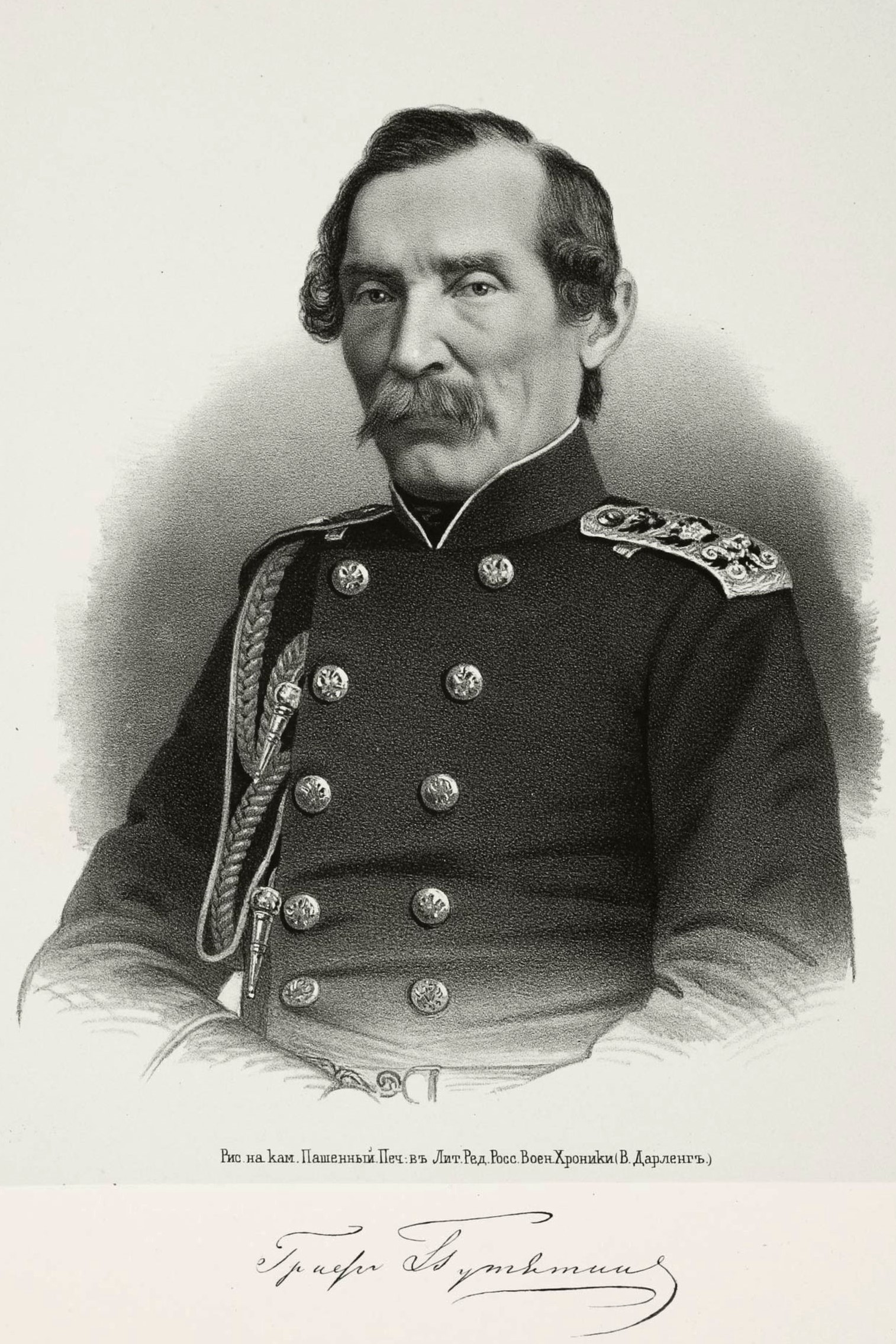
Jevfimi Vasiljevitsj Poetjatin

 De oorlogsbodems bleven gedurende twee weken in de baai van Ōsaka liggen, wat veel onrust veroorzaakte in de stad. Kōmei was bijzonder gealarmeerd door de schepen en beval niet alleen de priesters en monniken om te bidden voor de natie, ook hijzelf reduceerde zijn maaltijden tot een minimum en leefde zeer sober.
Na twee weken voer de vloot van Poetjatin naar de haven van Shimoda, waar Poetjatin opnieuw probeerde een handelsakkoord tot stand te brengen. Op 23 december vond er echter een zware aardbeving plaats, gevolgd door een tsunami, waardoor de vergaderingen werden stopgezet. Shimoda werd zwaar getroffen en ook enkele Russische schepen werden vernietigd. Enkele weken later werden de gesprekken hervat en op 7 februari 1855 werd het een Verdrag van Shimoda gesloten met de Russen, waarin ook de staatsgrenzen werden vastgelegd. Dit alles gebeurde zonder het medeweten van de keizer en het hof.
Ook Groot-Brittannië (1854) en Nederland (1855) sloten gelijkaardige verdragen met de Japanners. Deze verdragen werden steeds zonder goedkeuring van de keizer gesloten, en ontstonden bovendien te midden van ongelijke machtsverhoudingen tussen het westen en Japan.
1855 was een jaar vol zorgen voor Kōmei. In september waren er hevige stortregens die ervoor zorgden dat de rivieren tot ver buiten hun oevers traden en vele bruggen werden meegesleurd door het hoge water. Op 11 november was er nog een zware aardbeving die een groot deel van Edo verwoestte, met vele doden en gewonden als gevolg. Deze natuurrampen en de komst van de buitenlanders veroorzaakten een zekere ongerustheid bij Kōmei. Om zijn zorgen te verlichten, werd er een nieuw paleis gebouwd, aangezien het vorige verwoest was door een brand het jaar ervoor. Men vroeg Kōmei naar zijn wensen voor het nieuwe paleis, waarop hij antwoordde dat er geen aanpassingen moesten aangebracht worden. Kōmei's soberheid maakt duidelijk dat er een verandering was in de relatie tussen keizer en bakufu, maar ook dat hij zich bewust was van de politieke ontwikkelingen.
In 1856 kwamen de Amerikanen onder leiding van Townsend Harris opnieuw naar Japan om een nieuw Amerikaans-Japans vriendschaps- en handelsverdrag te sluiten. Het bakufu consulteerde opnieuw de daimyō's die bijna allemaal van mening waren dat handel met het buitenland onvermijdelijk zou worden. Hierdoor besloot het bakufu alle precedenten te negeren en werd de keizer om toestemming gevraagd voor het sluiten van dit verdrag. Kōmei reageerde echter negatief, wat niet vanzelfsprekend was: het was namelijk de eerste keer dat het hof niet akkoord ging met de wensen van het bakufu.
Het nieuwe vriendschapsverdrag kwam er toch en dat maakte de keizer woedend. Hij vroeg naar zijn kanselier en gaf hem een brief mee voor het bakufu, waarin stond dat hij wou aftreden. Hij voelde zich onwaardig voor de troon en had spijt dat hij de keizerlijke titel had aanvaard toen zijn vader stierf. Daarom vermeldde hij in zijn brief drie prinsen van keizerlijk bloed die hem zouden kunnen opvolgen. Dit deed hij niet om zijn verantwoordelijkheden uit de weg te gaan en een losbandig leven te kunnen leiden, maar paradoxaal genoeg was dat de levensstijl die het bakufu en vele leden van het hof gepaster vonden voor hem.
Ook al stond het niet letterlijk in zijn brief, eigenlijk gaf Kōmei aan dat hij helemaal niet tevreden was met het bakufu en hun onbekwaamheid om de buitenlanders uit Japan te houden. Zijn brief heeft het bakufu echter nooit bereikt en in de volgende jaren werden er ook verdragen gesloten met Nederland, Engeland, Frankrijk en Rusland. Toen de keizer dit vernam, schreef hij nog een brief en dreigde hij er opnieuw mee om afstand te nemen van de troon. Ook deze keer kon men dit voorkomen, maar het vertrouwen van de keizer in het bakufu was voorgoed geschonden.
De volgende jaren sloot het bakufu meerdere verdragen met andere landen buiten de wil van Kōmei om.

### Prinses Kazu no miya Chikako naishinnō

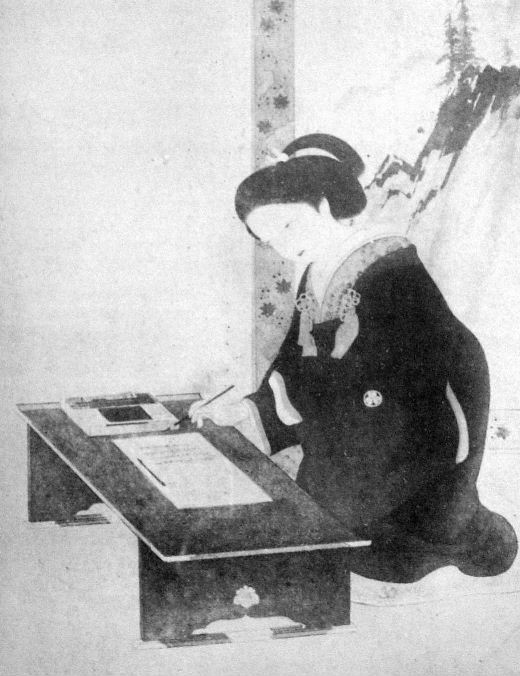
Kazu no miya Chikako naishinnō 和宮親子内親王

De zus van Kōmei, prinses Kazu no miya Chikako naishinnō 和宮親子内親王, was de vrouw van Tokugawa Iemochi 徳川家茂. Hoewel zij eerst verloofd was met prins Arisugawa no miya Taruhito, werd deze verloving uiteindelijk verbroken voor een politiek huwelijk met Tokugawa Iemochi. Hierdoor zou het bakufu terug sterker moeten staan tegenover radicale bewegingen die hun opmars maakten in het Japan van toen. Het huwelijk zou echter een averechts effect hebben en het bakufu zou meer oppositie kennen dan ooit tevoren.
Prinses Kazu no miya wou echter niet trouwen met Iemochi, en Kōmei stond haar bij door het verzoek van het bakufu te verwerpen. Hij vertelde het bakufu dat zijn zus al verloofd was en zij Kyoto niet wou verlaten, en dat zij, net zoals elke vrouw in Japan, niet gedwongen kon worden tot een huwelijk met een man waar zij niet van hield.
Na lange tijd slaagden het hof en het bakufu er toch in om de prinses en keizer Kōmei te overtuigen. Kōmei stelde wel als voorwaarde dat het bakufu het Vriendschapsverdrag met de VS moest verwerpen en dat men terug de isolatiepolitiek moest handhaven. Het bakufu stemde hier mee in, maar uiteindelijk werd er nooit aan deze voorwaarden voldaan.
Het huwelijk van Kazu no miya en Iemochi was een gelukkig huwelijk en ook Kōmei kon het goed vinden met Iemochi. De keizer geloofde zelfs dat hij samen met hem de buitenlanders voorgoed kon verdrijven. Deze plannen zouden echter nooit gerealiseerd worden, aangezien Iemochi zeer vroeg stierf. Dit tot groot verdriet van Kazu no miya en Kōmei.

## Dood
Tijdens zijn hele bewind was Kōmei nooit tevreden over de politieke toestand van Japan. Zijn doel was om de buitenlanders weg te werken, maar in plaats daarvan verwierven buitenlandse machten almaar meer invloed in Japan. Aangezien hij zelf niet veel meer kon doen dan boze brieven schrijven naar het bakufu, voelde hij zich machteloos. In zijn laatste jaren sloeg deze frustratie om naar wanhoop en verloor Kōmei zich in de drank en de vrouwen.
Op 16 januari 1867 ging Kōmei naar een Kaguravoorstelling kijken, ook al voelde hij zich al enkele dagen onwel. De dokters hadden gezegd dat het een simpele verkoudheid was en dat hij zeker naar de dans kon gaan kijken. Maar nog voor de voorstelling gedaan was, vertrok Kōmei naar zijn kamer om te rusten. Vanaf dit moment ging het slechter en slechter met hem. Twee dagen later lag hij in bed met hoge koorts en bleek dat hij de pokken had. Aangezien Kōmei bijna nooit ziek werd en een sterke gezondheid had, werd er verwacht dat hij snel zou genezen.
Op 24 januari werd er een officieel bericht verspreid dat de keizer aan een extreem licht geval van de pokken had geleden en dat hij aan de beterende hand was. Op 30 januari echter had hij een terugval die hem fataal werd.
Zijn keizerlijke tombe (misasagi) bevindt zich in de Sennyu-ji tempel in Higashiyama-ku, Kioto in de Nochi no Tsukinova no Higashiyama no misasagi 後月輪東山陵.

## Voetnoten
1. ↑  Japanse hof: 孝明天皇 (121)
2. ↑  Naoko Ōgimachi was de dochter van de edelman Sanemitsu Ōgimachi.
3. ↑  Dit was zeer tegen de zin van Kōmei, waardoor men het zwarte goedje hardhandig tegen zijn tanden moest smeren.
4. ↑  De gembuku van keizer Ninkō had 27 jaar geleden plaats.
5. ↑  Tonomoryō waren een soort keizerlijke wachters. Ze werden ook wel tonomori genoemd, wat een afkorting is voor tonomori no tsukasa.
6. ↑  Voor Kujō Asako deze titel kreeg, moest eerst haar geboortedatum veranderd worden. Ze was namelijk geboren in het jaar 1834, wat ongeluk betekende. Er bestaat echter twijfel over welk jaar men ter vervanging had gekozen. Sommige bronnen vermelden het jaar 1833, andere vermelden het jaar 1835.
7. ↑  De biologische moeder van Meiji was Nakayama Yoshiko 中山慶子, de favoriete concubine van Kōmei.
8. ↑  De Conventie van Kanagawa wordt ook wel het Japans-Amerikaans Vriendschapsverdrag genoemd.
9. ↑  De Japanners hadden geen keuze dan akkoord te gaan met het verdrag want de Amerikanen dreigden ermee om met een grote vloot van wel 100 oorlogsbodems naar Japan te komen.
10. ↑  Een daimyō (大名) is een Japanse krijgsheer behorend tot de samoeraiklasse.
11. ↑  Het bakufu was altijd zeer autoritair geweest. Door hulp te vragen aan de daimyō's leed het bakufu aan gezichtsverlies.
12. ↑  Kōmei verwees in zijn brief naar Fushimi no miya Sadanori 伏見宮貞教, Arisugawa no miya Takahito 有栖川宮幟仁 en Arisugawa no miya Taruhito 有栖川宮熾仁. Deze drie mannen waren geadopteerd door keizer Ninkō om later zeker de bloedlijn te kunnen verder zetten, ook al waren zij eigenlijk maar heel verre familie.
13. ↑  Arisugawa no miya Taruhito was geadopteerd door keizer Ninkō, waardoor hij in feite de broer was van Kazu no miya.
14. ↑  De Sonnō-Jōi-beweging was een radicale beweging die het bakufu te gronde wou richten.
15. ↑  Kagura is een shintō-dans, die zijn oorsprong vindt in het Nō-theater.